# فیلیپ سرهنگ
فیلیپ سرهنگ (انگلیسی: Philippe Col؛ زادهٔ ۱۴ ژوئن ۱۹۵۶) بازیکن فوتبال اهل فرانسه است.
از باشگاه‌هایی که در آن بازی کرده‌است می‌توان به باشگاه فوتبال ستاره سرخ اشاره کرد.